# Mattawa (Washington)
Mattawa az Amerikai Egyesült Államok északnyugati részén, Washington állam Grant megyéjében elhelyezkedő város. A 2010. évi népszámlálási adatok alapján 4437 lakosa van.

## Történet
A települést 1909-ben alapította E. és Eva Campbell. A Priest Rapids és a Wanapum gátak építésekor sok munkás élt itt. Mattawa 1958. június 3-án kapott városi rangot, a kikötő is ebben az évben nyílt meg. A helyi könyvtár épületét bálákból építették; ez az USA első ilyen építménye.

## Éghajlat
A város éghajlata félsivatagi sztyeppe (a Köppen-skála szerint BSk).
| Hónap                         | Jan.  | Feb.  | Már.  | Ápr. | Máj. | Jún. | Júl. | Aug. | Szep. | Okt. | Nov.  | Dec.  | Év    |
| ----------------------------- | ----- | ----- | ----- | ---- | ---- | ---- | ---- | ---- | ----- | ---- | ----- | ----- | ----- |
| Rekord max. hőmérséklet (°C)  | 21,7  | 22,8  | 27,8  | 34,4 | 40,6 | 43,9 | 47,2 | 42,8 | 40,6  | 32,8 | 23,9  | 21,7  | 47,2  |
| Átlagos max. hőmérséklet (°C) | 5,0   | 8,3   | 14,4  | 18,9 | 23,9 | 27,8 | 32,8 | 32,2 | 26,7  | 18,3 | 10,0  | 3,9   | 18,6  |
| Átlagos min. hőmérséklet (°C) | −1,7  | 0,0   | 3,3   | 6,7  | 11,1 | 15,0 | 18,9 | 18,3 | 13,3  | 7,2  | 1,7   | −2,2  | 7,7   |
| Rekord min. hőmérséklet (°C)  | −24,4 | −22,8 | −11,7 | −3,9 | −2,2 | 1,7  | 8,3  | 5,6  | 0,6   | −7,8 | −21,7 | −21,7 | −24,4 |
| Átl. csapadékmennyiség (mm)   | 26    | 18    | 16    | 13   | 11   | 11   | 6    | 4    | 7     | 13   | 28    | 36    | 189   |
| Forrás: The Weather Channel   |       |       |       |      |      |      |      |      |       |      |       |       |       |

## Népesség
A 2010-es népszámláláskor a városnak 4437 lakója, 791 háztartása és 725 családja volt. A népsűrűség 1856,5 fő/km2. A lakóegységek száma 843, sűrűségük 352,7 db/km2. A lakosok 45%-a fehér, 0,9%-a afroamerikai, 1,1%-a indián, 0,1%-a ázsiai,  49,7%-a egyéb, 3,4%-a pedig kettő vagy több etnikumú. A spanyol vagy latino származásúak aránya 95,7% (90,6% mexikói,   5% egyéb spanyol vagy latino származású.)
A háztartások 74,6%-ában élt 18 évnél fiatalabb. 70,7% házas, 10,6% egyedülálló nő, 10,4% egyedülálló férfi, 8,3% pedig nem család. 2,3% egyedül élt; 0,6%-uk 65 éves vagy idősebb. Egy háztartásban átlagosan 5,61 személy élt; a családok átlagmérete 5,28 fő.
A medián életkor 22 év volt. A város lakóinak 42%-a 18 évesnél fiatalabb, 14,3% 18 és 24 év közötti, 33,1%-uk 25 és 44 év közötti, 8,7%-uk 45 és 64 év közötti, 1,8%-uk pedig 65 éves vagy idősebb. A lakosok 55,7%-a férfi, 44,3%-a pedig nő.

## Fordítás
Ez a szócikk részben vagy egészben  a   Mattawa, Washington című angol Wikipédia-szócikk ezen változatának fordításán alapul.  Az eredeti cikk szerkesztőit annak laptörténete sorolja fel. Ez a jelzés csupán a megfogalmazás eredetét és a szerzői jogokat jelzi, nem szolgál a cikkben szereplő információk forrásmegjelöléseként.